# Предраг Бошковић Павле
Предраг Бошковић Павле (Блато, код Пирота, 22. август 1921 — Пирот, 2. новембар 1944) био је студент Правног факултета у Београду, партизански борац и руководилац, један од организатора Народноослободилачког покрета у пиротском крају.

## Биографија
Рођен је 22. августа 1921. године у Блату као прво дете у породици Милана и Ружице Бошковић. По завршетку пиротске Гимназије, где је већ као ученик испољавао револуционарно опредељење, уписао је београдски Правни факултет. Ради обезбеђивања студентског џепарца држао је часове ученицима средњих школа. Члан СКОЈ постао је 1940. године.
Поразом у Априлском рату, међуратна Краљевина Југославија доживела је потпуни слом, а у Пироту је 18. априла 1941. године успостављена бугарска окупациона власт. Демаркационом линијом између немачке и бугарске окупационе зоне, Пиротски округ подељен је на два дела: пиротски и већи део лужничког среза припали су Бугарској, док је мањи део лужничког среза припојен Недићевој Србији под немачком окупацијом. Партијско-политички рад на подручју под бугарском окупацијом био је изузетно тежак и компликован. Одлуком Покрајинског комитета за Србију, августа 1941. године Окружни комитет Партије у Нишу формирао је Срески комитет КПЈ са седиштем у Белој Паланци, који је касније требало да прерасте у Окружни комитет за округ пиротски. Срески комитет КПЈ у Белој Паланци иницирао је убрзо формирање омладинских група у Пироту и околним селима, чије је задужење било између осталог и прикупљање оружја и војне опреме.
По избијању устанка, Предраг Бошковић Павле најпре прелази из Београда у Мачву, а потом по задатку бива упућен у пиротски крај где је радио на организацији народноослободилачког покрета. Почетком септембра 1941. године успоставио је везу с партијском организацијом у Белој Паланци. Као истакнути активиста већ крајем септембра 1941. године ступио је у Сврљишко-нишавски партизански одред.
Организовао је везу преко Беле воде и Ресника, која је од Лужнице водила за Заплање и којом је допремана муниција, санитетски материјал, одећа и обућа за потребе Сврљишко-нишавског партизанског одреда. Путем ове везе, поменутом одреду приступила је и неколицина бораца из пиротског краја. Активистима у Пироту и његовој околини Павле је достављао пропагандни материјал који је штампан и умножаван у Реснику.
Током Аћимовићеве офанзиве јула и августа 1942. године Озренски и Нишавски одред претрпели су велике губитке, а партијски рад у Нишу, Белој Паланци и Пироту био је готово потпуно обезглављен. Скоро све партизанске базе биле су уништене. Почетком 1943. године Окружни комитет КПЈ у Нишу успоставио је везе са активистима и преживелим борцима у пиротском крају. Средином јуна 1943. овај Окружни комитет одржао је саветовање с борцима и друштвено-политичким радницима са подручја Пирота и среза Нишавског, којом приликом је, између осталог, одлучено да се формира Окружно партијско повереништво за пиротски крај и да се образује Пиротска чета од бораца са тог подручја која у перспективи треба да прерасте у Пиротски партизански одред.
Формирање Окружног партијског повереништва КПЈ за пиротски округ извршено је јула 1943. године на Каменичком вису. Чланови повереништва били су: Велимир Костић Бајеж, секретар, Предраг Бошковић Павле и Милорад Манчић Лукањац. Павле је добио задатак да делује на подручју лево од Нишаве укључујући лужнички срез са обе стране демаркационе линије, а Лукањац на подручју Пирота и са десне стране Нишаве.
На Каменичком вису, почетком јула, формирана је чета која је добила назив Нишавска партизанска чета. Предраг Бошковић Павле био је један од седамнаесторице њених чланова. Новоформирана чета је одмах кренула у пиротски крај. Подељена је на групе које су упућене у разне крајеве са задатком да окупљају људе, како би се што пре формирао Партизански одред на пиротском терену. Предраг Бошковић Павле и Петар Игњатовић Лозовски упућени су на терен села Блато и Гњилан.
Почетком 1944. године Предраг Бошковић Павле деловао је на простору Лужнице. Секретар Среског комитета КПЈ за срез лужнички био је од фебруара 1944. године.

Априла 1944. године Предраг Бошковић Павле постао је секретар новооснованог Среског комитета КПЈ за нишавски срез. Почетком јула 1944. године изабран је за члана бироа Окружног комитета КПЈ за Пирот.
У ноћи између 1. и 2. новембра 1944. године погинуо је на дужности првог опуномоћеника Одељења за заштиту народа (ОЗН) за пиротски округ. Према званичној верзији, Предраг Бошковић Павле страдао је у својој канцеларији док је саслушавао групу приведених четника. Један од њих је, наводно, угасио светло и покушао бекство кроз прозор, у чему су га следили остали. Настало је комешање те је стражар који је стајао испред канцеларије кроз врата испалио „два рафала од по 17 метака”, којима је погођен и Павле. Премда је овако конструисана и пренета верзија догађаја већ у то време била неуверљива, до данас није одговорено на многа питања о евентуалним правим мотивима и околностима страдања најпопуларнијег и најомиљенијег борца пиротског краја. Под мистериозним и сумњивим околностима окончани су животи још неколицине пиротских првобораца.
Његов рођени брат Александар провео је две године као логораш на Голом отоку, по личној изјави због неприхватања званичне верзије о Предраговом убиству и оптуживања ондашњег режима као извршиоца тог злочина.
Предраг Бошковић Павле носилац је Партизанске споменице 1941. Током неколико деценија, до почетка двехиљадитих, његово име носило је културно-уметничко друштво у Пироту.
По њему је названа једна улица у Пироту.